# Álarcos fecskeseregély
Az álarcos fecskeseregély (Artamus personatus) a madarak (Aves) osztályának a verébalakúak (Passeriformes) rendjéhez, ezen belül a fecskeseregély-félék (Artamidae) családjához tartozó faj.

## Előfordulása
Ausztrália területén honos. Élt még Új-Zélandon is, de ott már kihalt.

## Megjelenése
A nem Ausztráliában előforduló nyolc fajának egyike. Hátoldala palaszürke, alsó része világosabb; homloka, kantára, fejoldala és torka fekete, mely a hímnél élénk, a tojónak tompább színű; a csőr, mint minden fajnál, ólomkék, s a hegye felé feketébe megy át. Lába kékesszürke, szeme feketebarna.

## Életmódja
Rovarokkal táplálkozik, melyeket a földön vagy a levegőben kap el. De ecsetfarkú nyelvével nektárt és virágport is eszik.

## Szaporodása
Szaporodási ideje augusztustól decemberig tart. Laza, sekély fészket készít ágakból, fűből és gallyból. Fára egy fogóvillával vagy üreges tuskóba helyezi fészkét. Fészekalja 2-3 tojásból áll, melyet 16 napon keresztül költ mindkét szülő. A fiókák a kikelés után még 15 napot töltenek a fészekbe, mindkét szülő eteti őket.